# 舒適

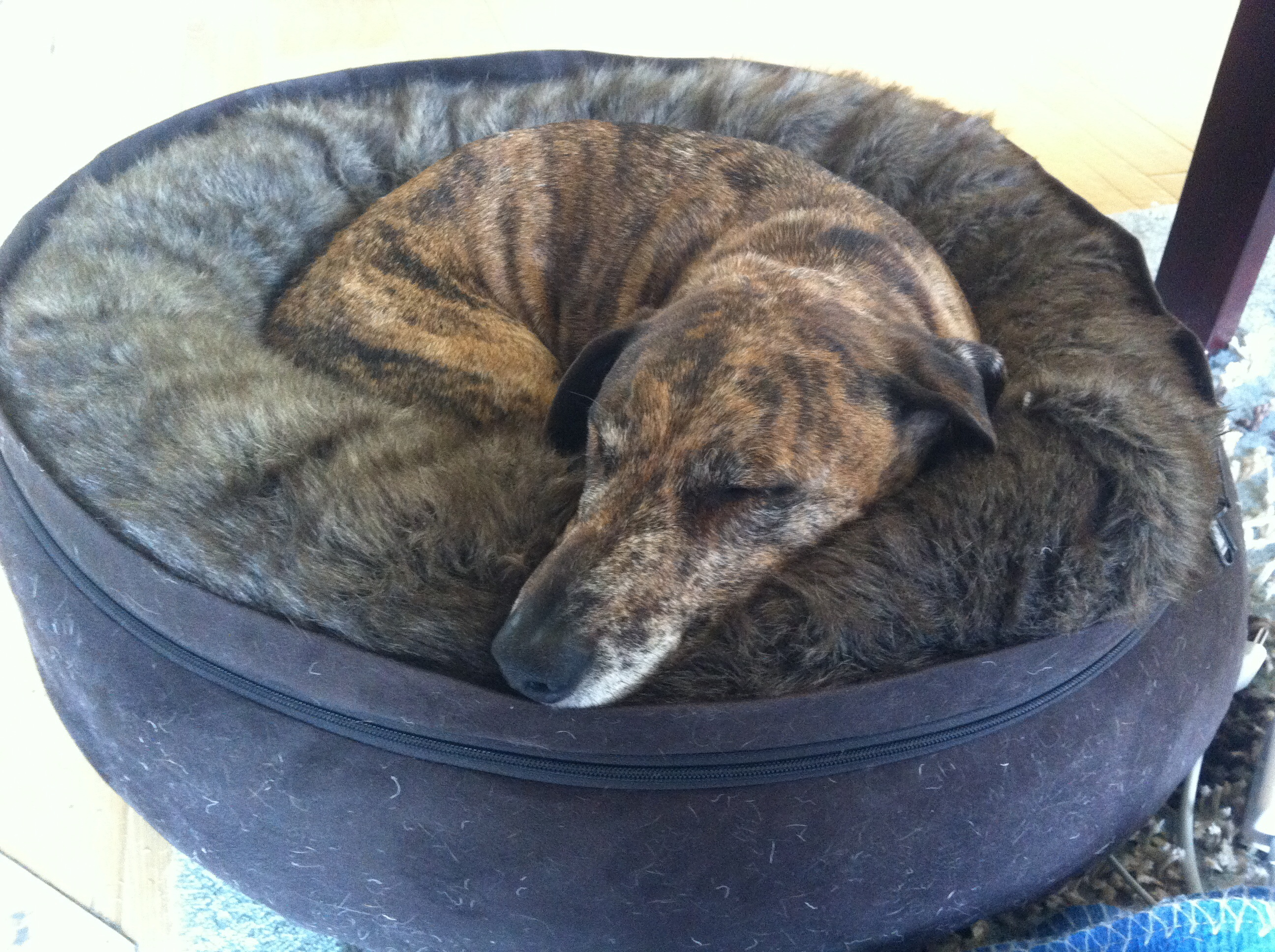
一隻狗舒服地躺著

舒適也稱為舒服，是指生理或心理上的愉悅，其特點是沒有痛苦不安等負面情緒。若有些事物曾經帶來愉悅的感受，再次經歷這些事物會帶來心理上的舒適，像是參與熟悉的活動、保持慰藉物存在及食用疗愈美食等。在醫療保健上特別關注舒適的議題，因為使傷者或是患病者得以舒適是醫療保健的目標之一，而且這有助於受傷及疾病的康復。若一個人處於可以使其心理舒適的環境下，會稱該環境為舒适区。
由於舒適和個人會有正面感受的特質有關，心理上的舒適是非常主觀的。
安慰或是慰藉（comfort）一詞常指對方在疼痛、痛苦或不安的情形下，希望脫離該情境。安慰一詞也常用來描述在一個人遇到不幸時，別人所給予的協助，在英文可能可以用consolation來表示。